# 10523 D'Haveloose
10523 D'Haveloose eller 1990 SM6 är en asteroid i huvudbältet som upptäcktes den 22 september 1990 av den belgiske astronomen Eric W. Elst vid La Silla-observatoriet. Den är uppkallad efter läkaren José D´Haveloose.
Asteroiden har en diameter på ungefär 5 kilometer.